# Guillermo Muñoz Senda
Guillermo Tadao Muñoz Senda (Santiago, 22 de septiembre de 1967) es un ingeniero civil chileno, especialista en transportes. Desde abril de 2022 ejerce como presidente de Metro S.A.

## Carrera pública
Estudió ingeniería civil en la Universidad de Chile, titulándose el 20 de noviembre de 1998 con la tesis «Operación óptima de los recorridos de transporte público en Santiago». Ocupó diversos cargos en la Secretaría de Planificación de Transporte (Sectra) Metropolitana entre 1997 y 2006, desempeñándose posteriormente como gerente de gestión de infraestructura en la Empresa de los Ferrocarriles del Estado (EFE), compañía en la cual también fue director de sus filiales hasta el 29 de enero de 2008.
El 1 de abril de 2014 asumió como director ejecutivo del Directorio de Transporte Público Metropolitano (DTPM), encargado de coordinar los distintos medios de transporte masivo de la capital chilena; ocupó dicho cargo hasta 2018, para posteriormente desempeñarse como consultor del Banco Mundial.
El 25 de abril de 2022 fue nombrado miembro del directorio del Metro de Santiago, siendo elegido esa misma jornada como su presidente, reemplazando a Louis de Grange.